# Naše angleške obale
Naše angleške obale', znana tudi kot Izgubljene ovce, je slika Williama Holmana Hunta, olje na platnu, dokončana leta 1852. Galerija Tate jo hrani od leta 1946, ko jo je pridobila prek Umetniškega sklada.

## Slikar
William Holman Hunt je bil britanski slikar, ki je bil skupaj z Dantejem Gabrielom Rossettijem in Johnom Everettom Millaisom soustanovitelj Prerafaelitske bratovščine (1848). Bratovščina prerafaelitov se je zavzemala za vrnitev k duhovnosti in iskrenosti umetnosti, zaničevala je akademsko slikarstvo, za kar so menili, da je zgolj ponavljanje klišejev. Skupina je kljub tem prepričanjem ustvarila vrsto del za višje inštitute učenje v Angliji. V viktorijanski dobi (1837–1901) je konservativni akademski vidik predstavljala Kraljeva akademija (Royal Academy of Arts). Med radikalnejšimi možnostmi je bilo gibanje Umetnost in obrt (Arts and Crafts), ki ga je vodil William Morris. William Holman Hunt je bil nekje na sredini. Čeprav je študiral na Kraljevi akademiji za umetnost, je zavrnil slog, ki ga je predstavljal njen ustanovitelj sir Joshua Reynolds.

## Slika
Potem ko je William Broderip, angleški pravnik in naravoslovec, pridobil Huntovo sliko Najeta pastirja (The Hireling Shepherd), je Broderipov bratranec Charles Theobald Maud naročil obravnavano sliko kot reprodukcijo z ovcami v ozadju. Slikar je Mauda prepričal, naj sprejme bolj pustolovsko sestavo. Kljub mrzlemu in deževnemu vremenu je slikal pleneristično ( en plein air)  - na kraju v naravi - med avgustom in decembrom 1852. Slika združuje značilnosti z različnih vidikov, v ateljeju pa so dodani metulji po vzoru iz narave.
Slika prikazuje čredo ovac, ki stoji ob slikoviti obali Sussexa. Slikovita lokacija naslikana na pečinah pri Fairlight Glen, poleg zaliva Covehust blizu Hastingsa, imenovanega Lover's Seat.
Slika je naslikana v več plasteh, z briljantnimi barvami, kot so naslikane številne Huntove slike.
Razstavljena je bila na poletni razstavi Kraljeve akademije leta 1853 pod naslovom Naše angleške obale, vendar je imel okvir napis "The Lost Sheep" (Izgubljene ovce) in so kasneje, ko je bila leta 1855 razstavljena na Exposition Universelle v Parizu  preimenovana v Strayed Sheep. Leta 1946 jo je preko Umetniškega sklada kupila galerija Tate.
Kritike tistega časa pa je manj prizadela simbolika slike kot pa obdelava svetlobe. Ruskin je leta 1883 zapisal, da »nam je prvič v zgodovini umetnosti pokazal popolnoma zvesto barvo in senco, s pomočjo katere bi se dejansko sonce lahko preneslo v ključ, v katerem bi morale še vedno nastajati harmonije z materialnimi pigmenti enake vtise na um, ki jih je povzročila sama svetloba«.(citirano v Parrisu, str. 108).
30. julija 2019, ko je britanski premier Boris Johnson obiskal Wales, je risar Steve Bell parodiral sliko v časopisu The Guardian.